# Villars-sur-Ollon
Pour les articles homonymes, voir Villars et Ollon (homonymie).
Villars-sur-Ollon est une localité et une station de sports d'hiver de la commune d'Ollon. Elle est située dans les Préalpes vaudoises en Suisse.

Vue aérienne (1949).

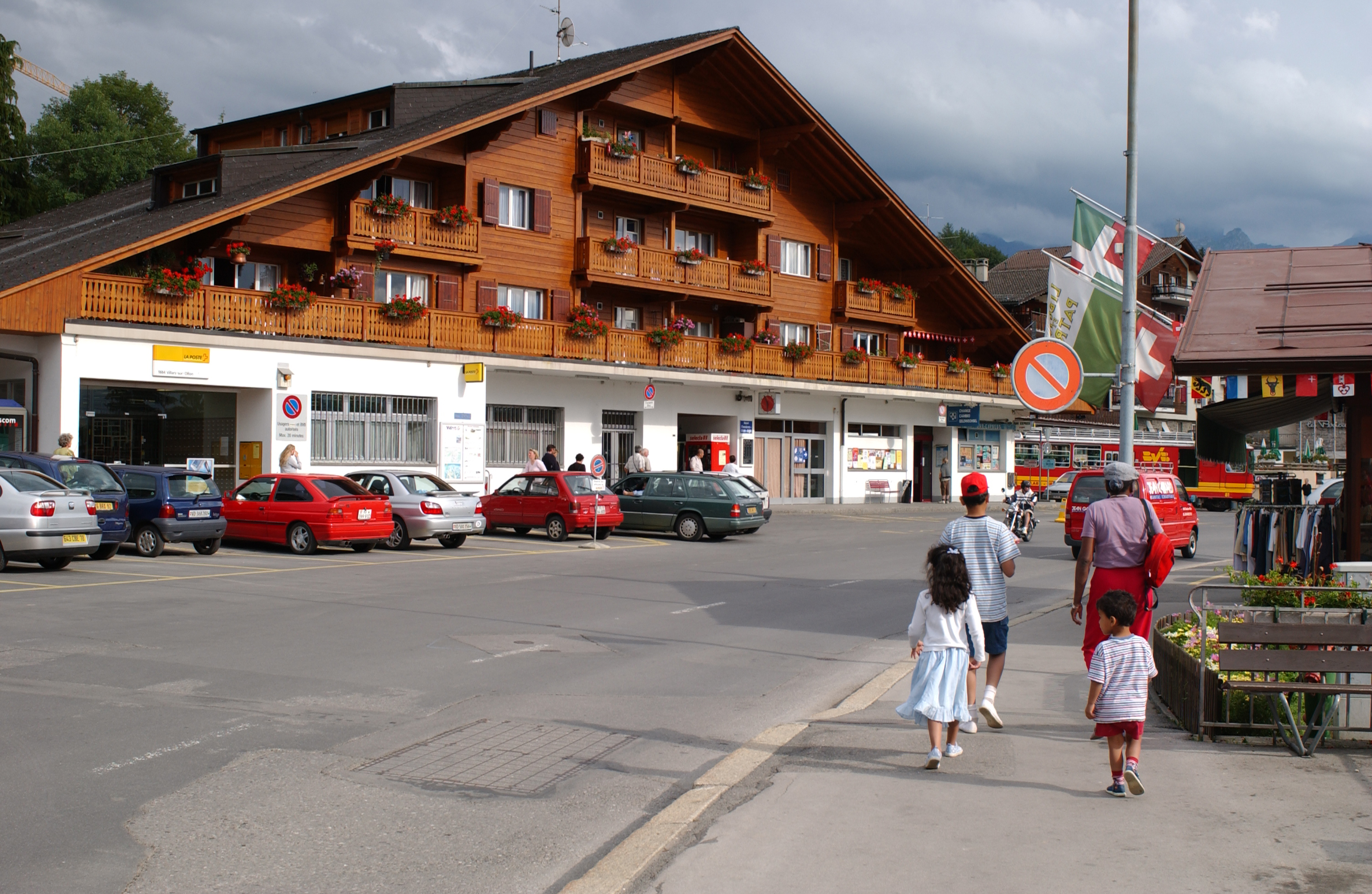
Villars-sur-Ollon : la gare du chemin de fer Bex-Villars-Bretaye.

## Géographie
Le village de la station est situé à 1 258 mètres d'altitude sur un balcon naturel exposé versant sud, au cœur des Alpes vaudoises. Il est situé à près de 900 mètres au-dessus de la vallée du Rhône. On y accède par une route de montagne, longue de 15 kilomètres, depuis Aigle ou, depuis 1901, par la ligne de train BVB partant de Bex et desservant aussi Gryon.

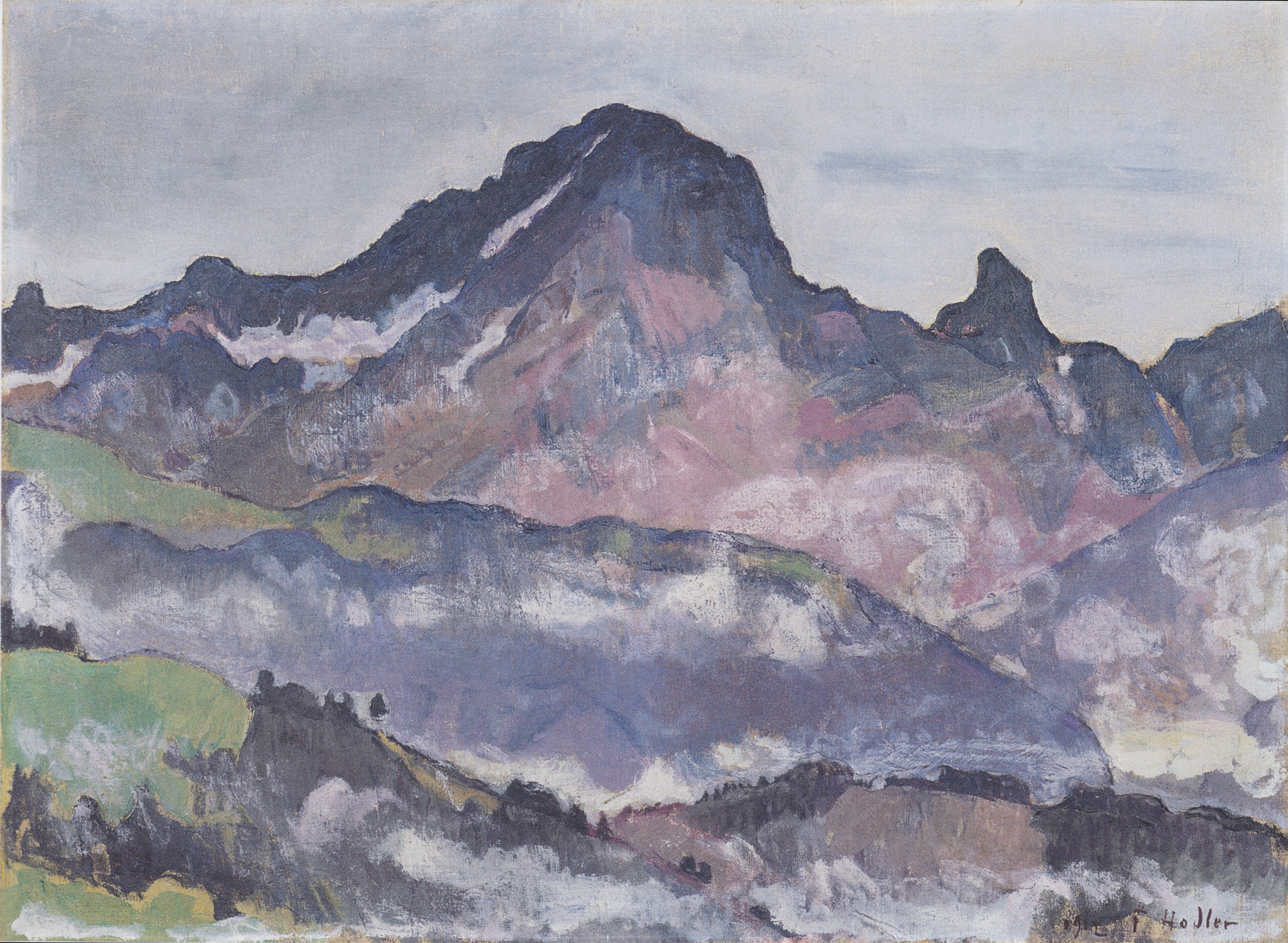
Ferdinand Hodler
Le Grand Muveran, 1912.

## Population et société

### Gentilé
Les habitants de la localité se nomment les Villardous.

## Sports
Le Ski-Club Chamossaire, fondé en 1920, aujourd’hui Ski-Club Villars, compte dans ses rangs plusieurs générations de champions : Henri Ruchet, Charles Tuor et Jean Dormond pour les années 1930-40, Roger Gysin et Olivia Ausoni pour les années 1940-55, Jean-Daniel Dätwyler et Michel Dätwyler pour les années 1960-70, Céline Dätwyler et Annick Bonzon pour les années 1990-2000, Fanny Smith et Charlotte Chable actuellement.

### Domaine skiable
Le domaine skiable de Villars-sur-Ollon est relié aux domaines skiables de Gryon-Meilleret-Isenau-Glacier 3000, ce qui leur permet de proposer 100 km de pistes et 34 installations de remontées mécaniques. Il est aussi possible d'y faire du ski de fond, du ski de randonnée et d'autres sports de neige comme des excursions en raquettes.
Notons encore que le domaine skiable de Villars-Gryon accueillera les épreuves de skicross des Jeux olympiques de la jeunesse d'hiver de 2020, qui se dérouleront du 10 au 19 janvier 2020.

### Écoles de ski

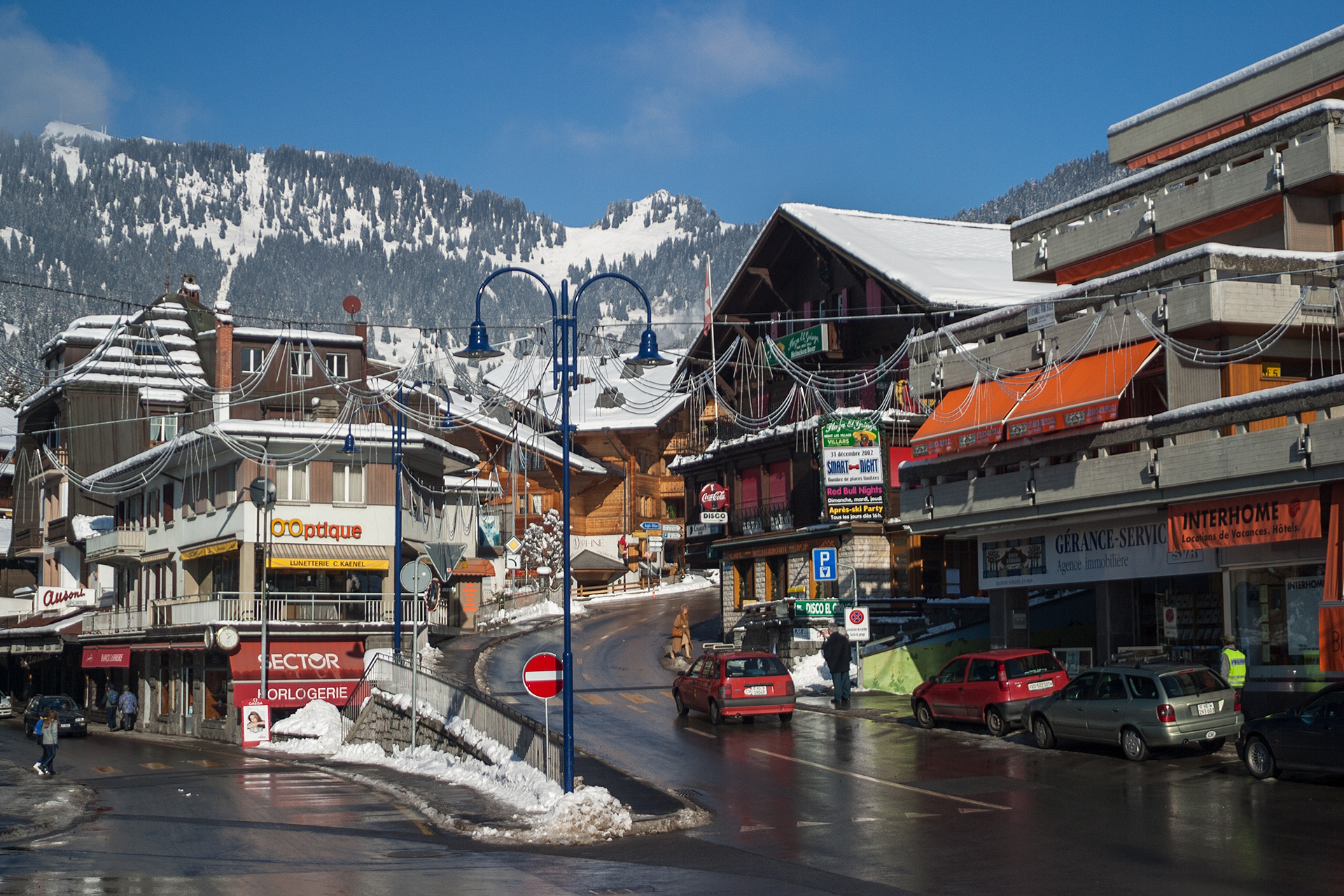
Centre de la station touristique de Villars-sur-Ollon.

- L’École Suisse de Ski de Villars est une des plus anciennes écoles en Suisse, elle a été fondée en 1932. À ce jour elle fait partie des trois plus grandes ESS et compte plus de 300 moniteurs qualifiés. La valeur de son enseignement et la qualité de ses moniteurs en font une référence au niveau national. Elle possède aussi un jardin des neiges en plein centre de la station et un autre au pied des pistes de Bretaye.
- L'école de ski de Villars SA ou Villars Ski School est située centre de la station. Elle a été fondée en 1974 ce qui en fait la première école de ski de Suisse à devenir indépendante. Elle regroupe aujourd'hui[Quand ?] plus de 75 moniteurs spécialisés.

### Hockey sur glace
Villars possède un club de hockey sur glace, le HC Villars, fondé en 1908. Ce club fut champion de Suisse 1962-1963/1963-1964. En 2016-2017, le club évolue en 1re ligue. Ce club possède un fan's Club fondé en 1981.

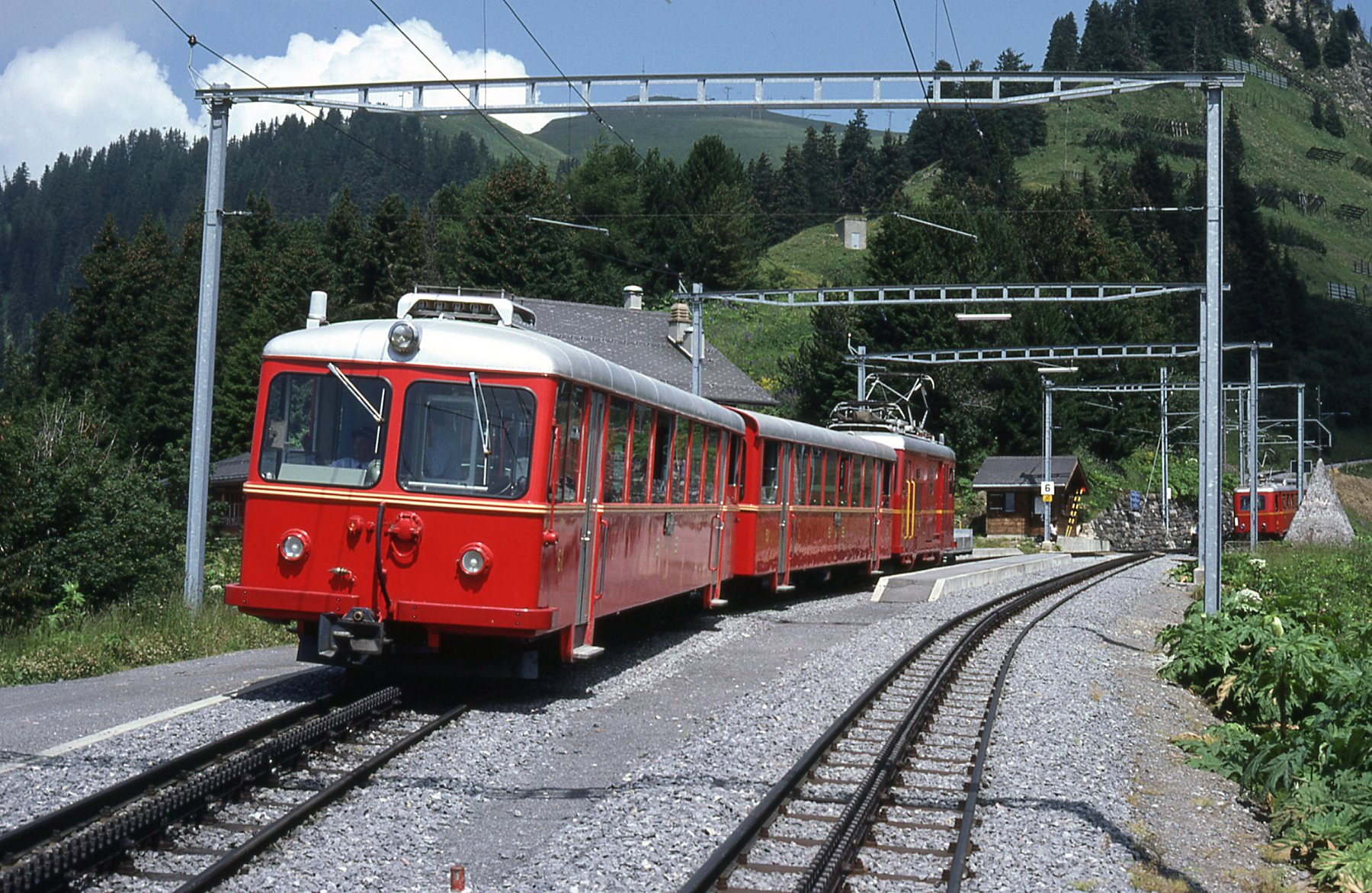
Train TPC, ligne Bex-Villars-Bretaye.

### Tours cyclistes
La montée vers Villars-sur-Ollon a accueilli l'arrivée de la 3e étape du Tour de Romandie 2016 et une étape du Tour de Suisse en 2017, 2023 et 2024.

### Activités culturelles

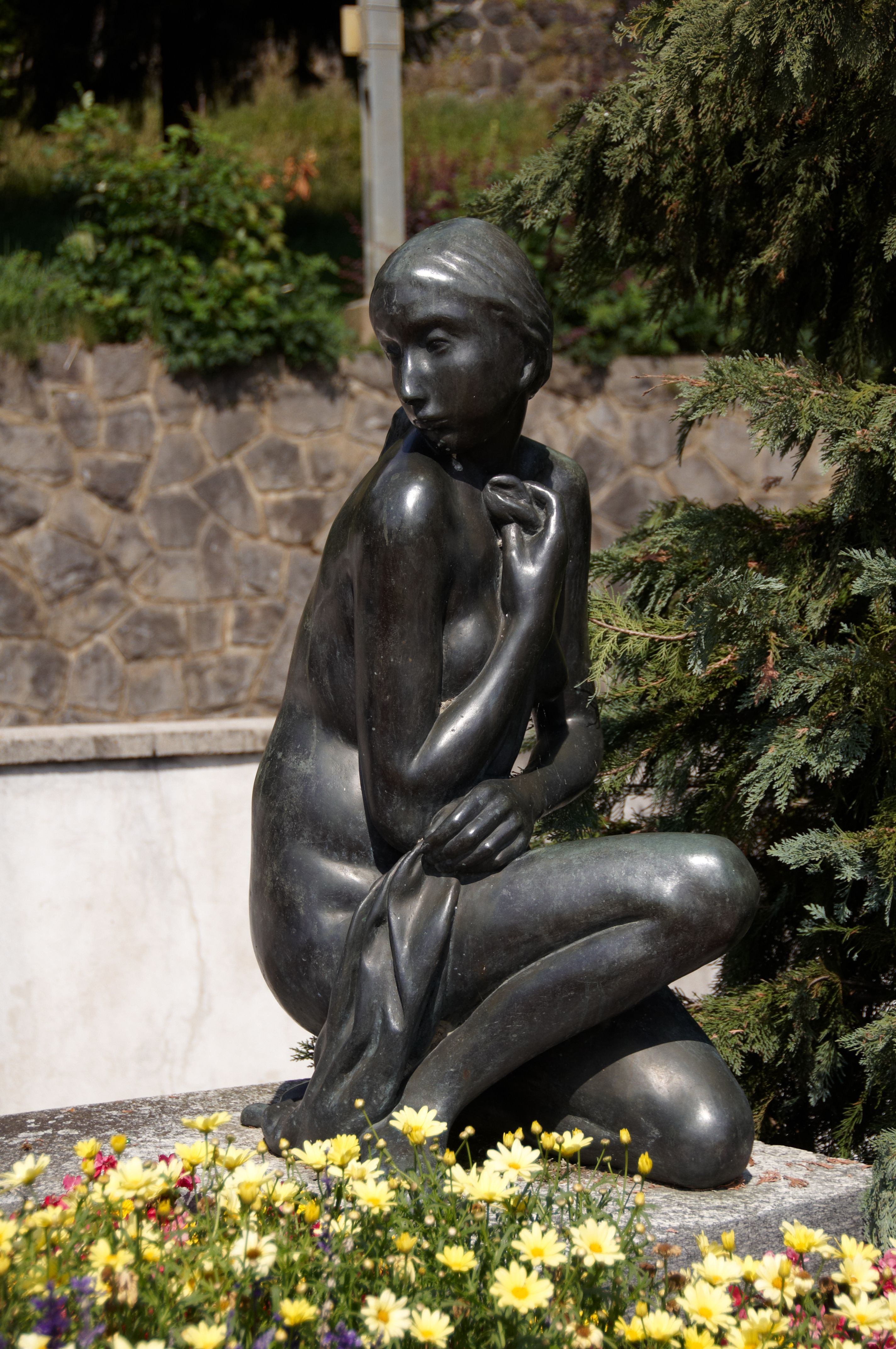
Heinz Schwarz
La jeune fille
Place Georg Solti.

## Culture et enseignement privé

### Des écoles et pensionnats privés: bilingue ou de langue anglaise
Villars est connue pour ses pensionnats, notamment le Beau Soleil Collège alpin international situé à Villars, l'Aiglon College situé à Chesières, mais aussi les pensionnats de l'école internationale La Garenne fondé en 1947 et situé dans les hauts de Chesières et celui de l'école alpine internationale Pré-Fleuri, ce dernier étant situé proche de Chesières, dans le hameau de Curnaux.

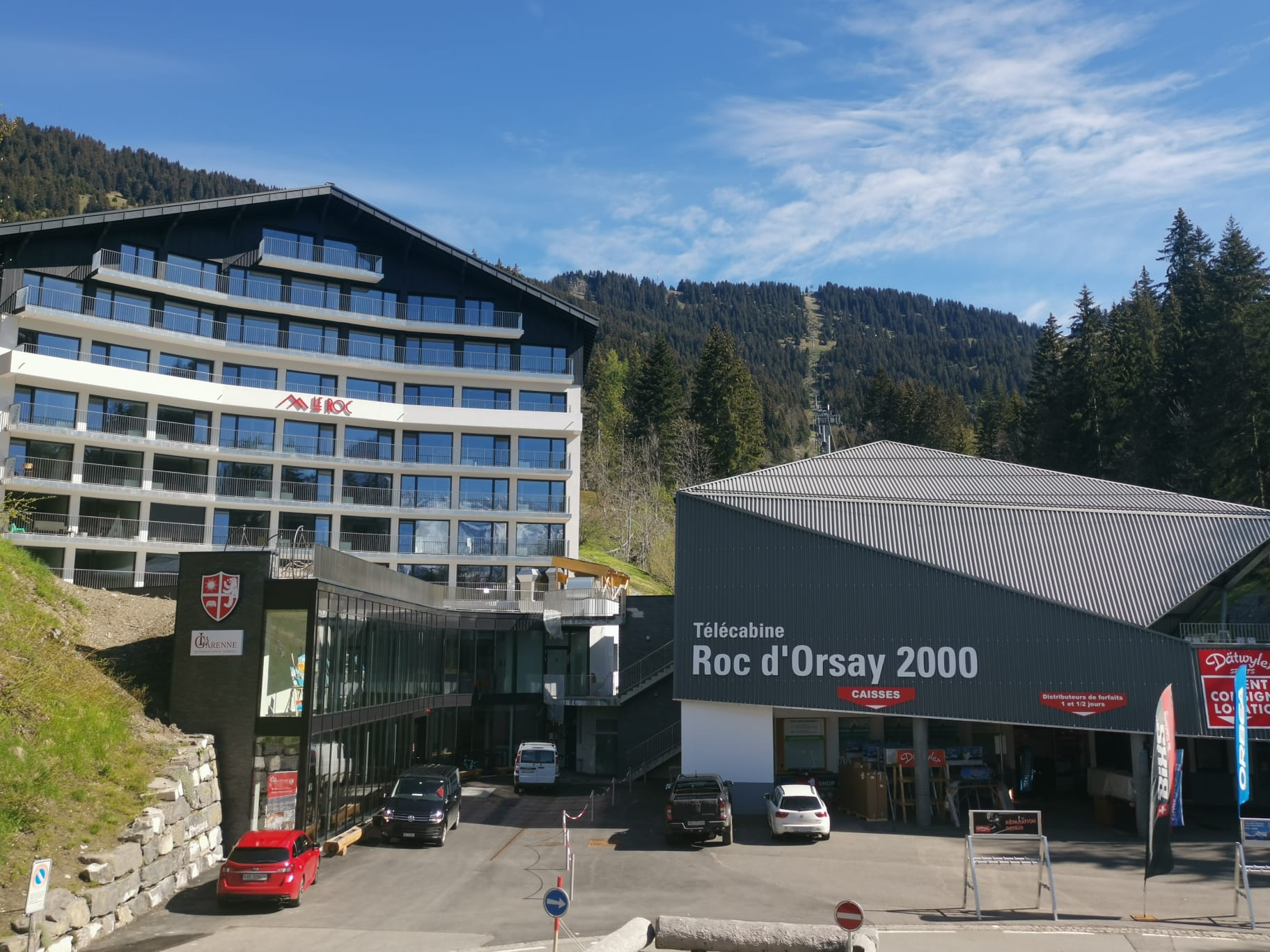
Télécabine du Roc d'Orsay et Le Roc - le nouveau Senior Campus de La Garenne School.

## Histoire de la station de Villars-Chesières

### Églises et paroisses

#### Paroisse protestante

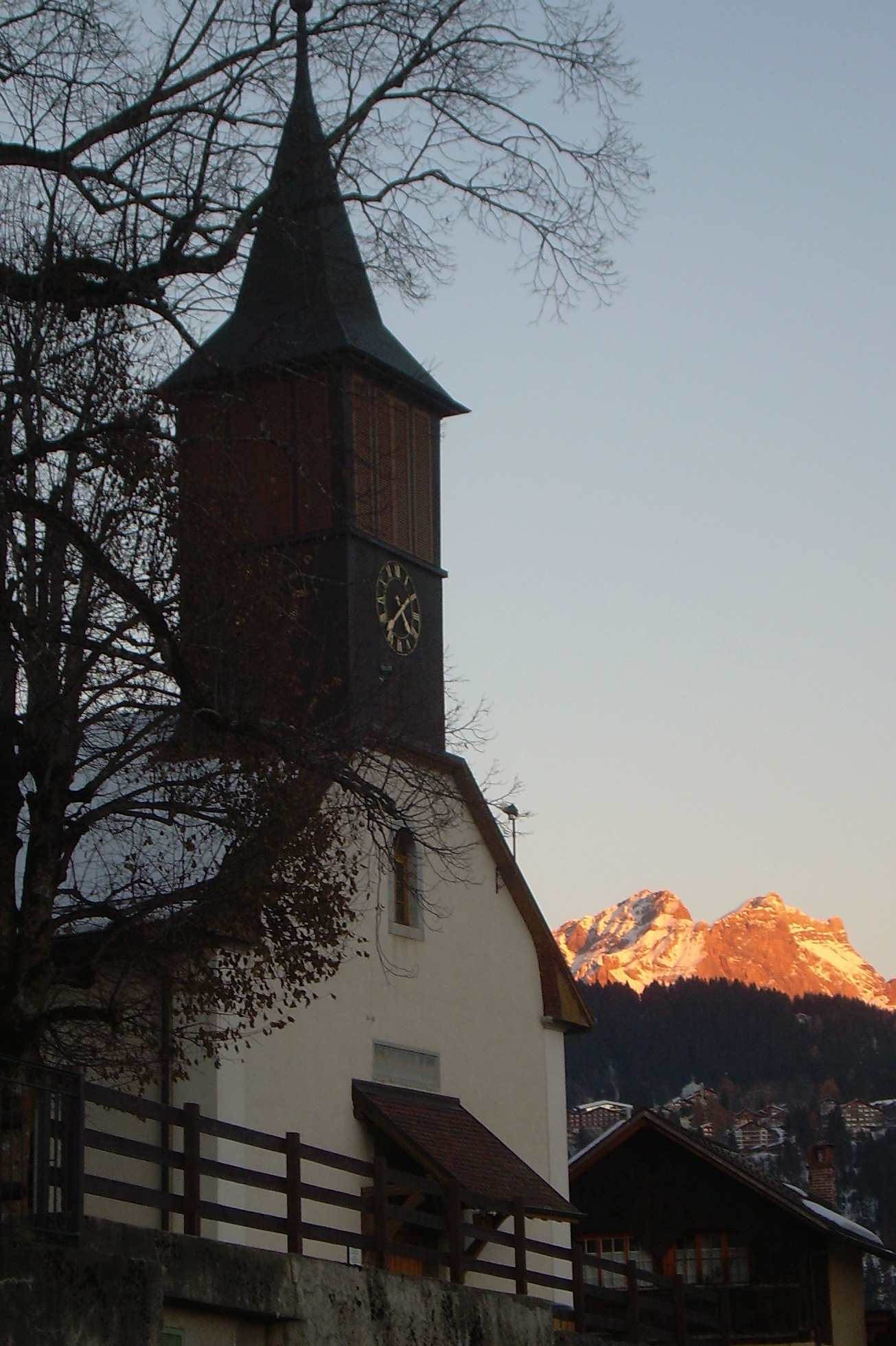
Temple de Huémoz.

Dans le domaine religieux, les hameaux et pâtures de Chesières-Villars étaient rattachés au village de Huémoz qui était la deuxièmee localité la plus importante de la commune d'Ollon. Le dizain du haut de la commune était territoire du diocèse de Sion (même si les bénéfices réguliers de la paroisse d'Ollon étaient liés à l'Abbaye de Saint-Maurice) jusqu'au moment de la réforme protestante (1528). La présence de deux chapelles dans les dizains de Chesières et Villars est attesté. Le 2 juin 1440, le pape Félix V autorise la construction d'une chapelle au village de Huémoz qui devait être desservie par le curé d'Ollon ou son vicaire (ce qui représente tout de même un trajet à pied d'une heure trente pour passer de la plaine à la montagne). En 1480, le curé d'Ollon s'appelle Rose Aymon. Au XIVe siècle, la présence d'une chapelle, sise au hameau des Combes, est attestée.

De 1527 à 1532, le réformateur Guillaume Farel prêche la réforme dans la commune d'Ollon. Il y est plutôt mal accueilli. Il est dit qu'il aurait été chassé du village à coup de pierre et de lancer de casseroles lors de sa première prédication. Le village est officiellement passé à la Réforme en 1528. En effet, depuis 1475, l'ensemble de ce territoire faisait partie du Mandement bernois d'Aigle ou IVe Mandement. Les Bernois avaient en effet conquis ces terres au détriment des possessions du Duc de Savoie. C'est donc logiquement que les prédications et l'adhésion à la réformes protestantes par la capitale de Berne (cf. par la dispute de Berne en janvier 1528) ont été étendues à la région du Chablais vaudois. L'édit de Réformation pour les bailliages bernois de la compagne est publié le 7 février 1528. C'est donc ainsi qu'en 1528 l'ensemble de la région passa au protestantisme et que le culte catholique est, non sans mal, interdit (dès le 2 mars 1528). Le 14 mars 1528, les commissaires bernois viennent dans le IVe Mandement pour y présider le vote d'adhésion des paroisses à la Réforme. En fait, la suppression de la messe a déjà été faite à Ollon le 2 mars de la même année. Les autres paroisses de la région passent respectivement à la réforme protestante à la fin février à Bex, le 2 mars à Aigle, Chessel et Noville finissent par accepter la situation au printemps. Les Ormonts ne l'adopteront qu'en janvier 1529. Cela qui fait du Mandement d'Aigle la première région francophone officiellement passée à la Réforme. Il est important de noter que ce n'est qu'en 1536 que le Pays de Vaud choisira la Réforme à la suite de l'invasion bernoise suivie de la dispute de Lausanne (octobre 1536). Cette année est aussi celle de l'adoption du Premier édit de Réformation (démantèlement du catholicisme) suivie de la construction progressive de l'église nationale du Pays de Vaud (cf. Synode de Lausanne en 1538). En 1532, Claude Dieudonné est nommé premier pasteur d'Ollon. Il lui revient donc de prêcher et d'encadrer la population de tous les villages et hameaux de la commune. En 1695, pour seconder le pasteur, un conseiller consistorial est nommé pour Huémoz. Son rôle consiste à gérer les collectes, la Bourse des pauvres et faire régner la "paix du village".

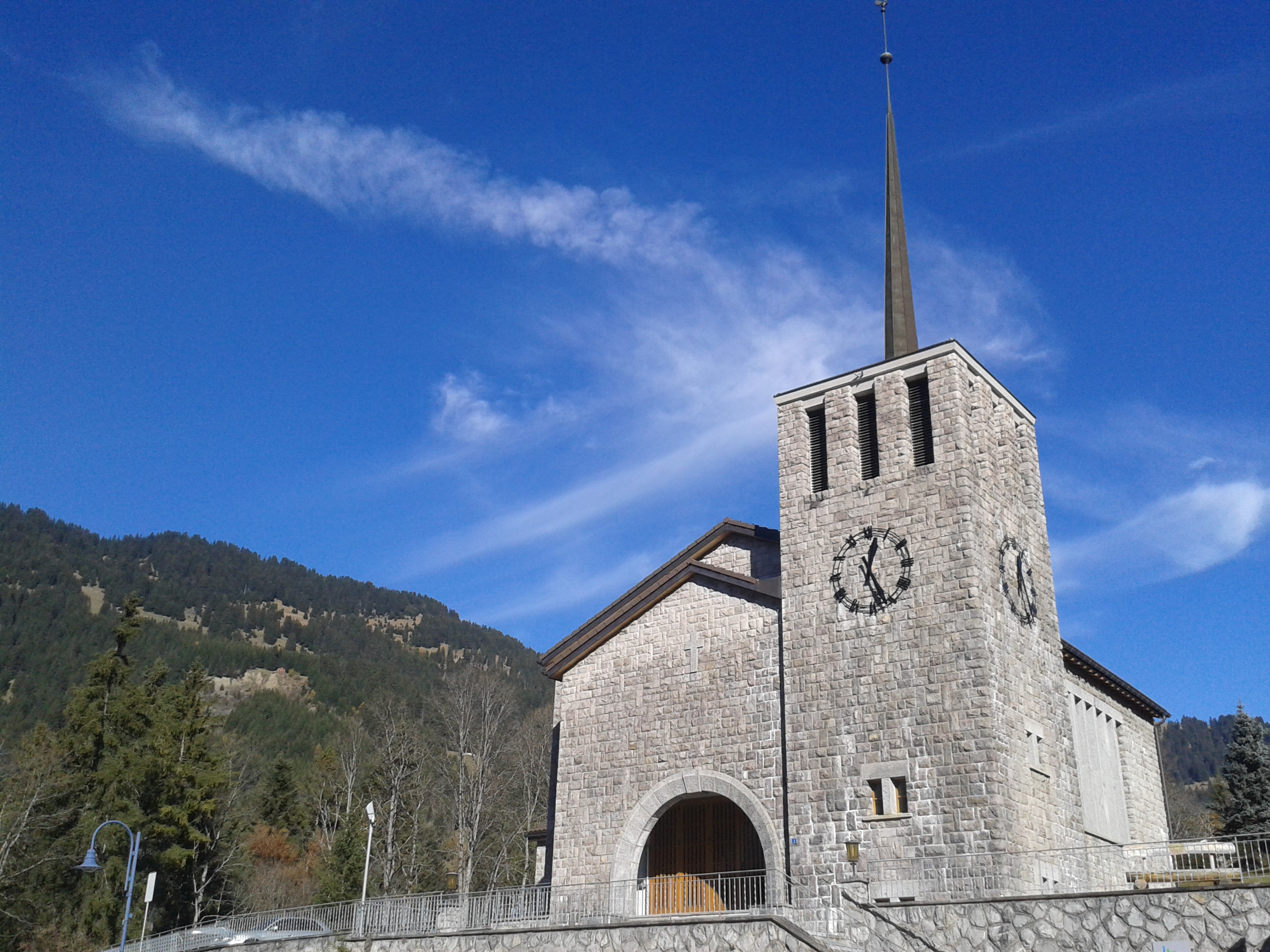
Vue extérieure du temple (soit église réformée de l'Église évangélique réformée du canton de Vaud).

Il est utile de souligner que tout au cours des XVIe et XVIIe siècles, les responsables des paroisses protestantes du Mandement d'Aigle ainsi que le Consistoire qui siégeait à Bex durent, en plus des fléaux moraux (danse, grossesse hors mariage, inimitié, violence conjugale) et sociaux (charivaris, déprédations, maraudes, promesse de mariage…), lutter contre une forme cachée de catholicisme. Ce dernier survivait au travers de ce qui était perçu comme de la superstition par l'élite réformée à savoir : effectuer des signes de croix, réciter des Ave Maria (Je vous salue Marie)… Certaines personnes profitaient aussi des moments d'estive pour passer sur sol valaisan et se rendre à la messe. C'est le cas entre Anzeindaz et Derborence. Des paroissiens réformés se sont aussi rendues aux missions prêchées par les capucins à Saint-Maurice dès 1602. Ces prédications très festives qui mettaient l'accent sur la dévotion eucharistique, mariale et le recours à la confession ont été organisées en Savoie et en Valais afin de convertir les populations de ces régions qui étaient devenues réformées comme dans le district de Chablais en Savoie ou bien celle qui était composée de sympathisants au protestantisme (comme à Saint-Maurice ou à Sion). Les pères capucins insistaient aussi sur l'enseignement entre autres par les prédications, mais aussi par la preuve de l'efficience de la foi catholique obtenue au cours de controverses publiques. C'est ainsi que l'ouvrage des Trophées sacrés mentionne une longue dispute théologique qui aurait opposé des pasteurs de Bex aux capucins installés à Saint-Maurice.
En 1824, Huémoz est érigé en paroisse protestante et ce, jusqu'en 1845. En 1830, le pasteur Charles Troillet devient le premier pasteur résident au village. Il est alors question de construire un cure dans la localité. En 1860, Huémoz est à nouveau érigé en paroisse jusqu'en 1999, bien qu'en 1947 Villars en soit détaché pour être érigé en paroisse autonome. Jusqu'à la création de la paroisse de la station de Villars, les hameaux de Glutières, Forchex, Palluères, Auliens, Les Combes, Curnaux, Chesières, Villars, Arveyes, Panex et Plambuit étaient liés à la juridiction de Huémoz. Durant de nombreuses années, un pasteur résida au village dans une cure aujourd'hui détruite mais durant les trente années qui ont précédé la fusion des paroisses de la commune d'Ollon, les pasteurs étaient généralement des remplaçants non-résidents… et les pasteurs manquaient régulièrement.

Face au développement de la station touristique et donc à l'afflux de touristes, mais aussi d'habitants permanents, une paroisse réformée fut créée en 1947. Le temple fut construit en 1961). Notons que dès 1883, Villars compte une église anglaise.

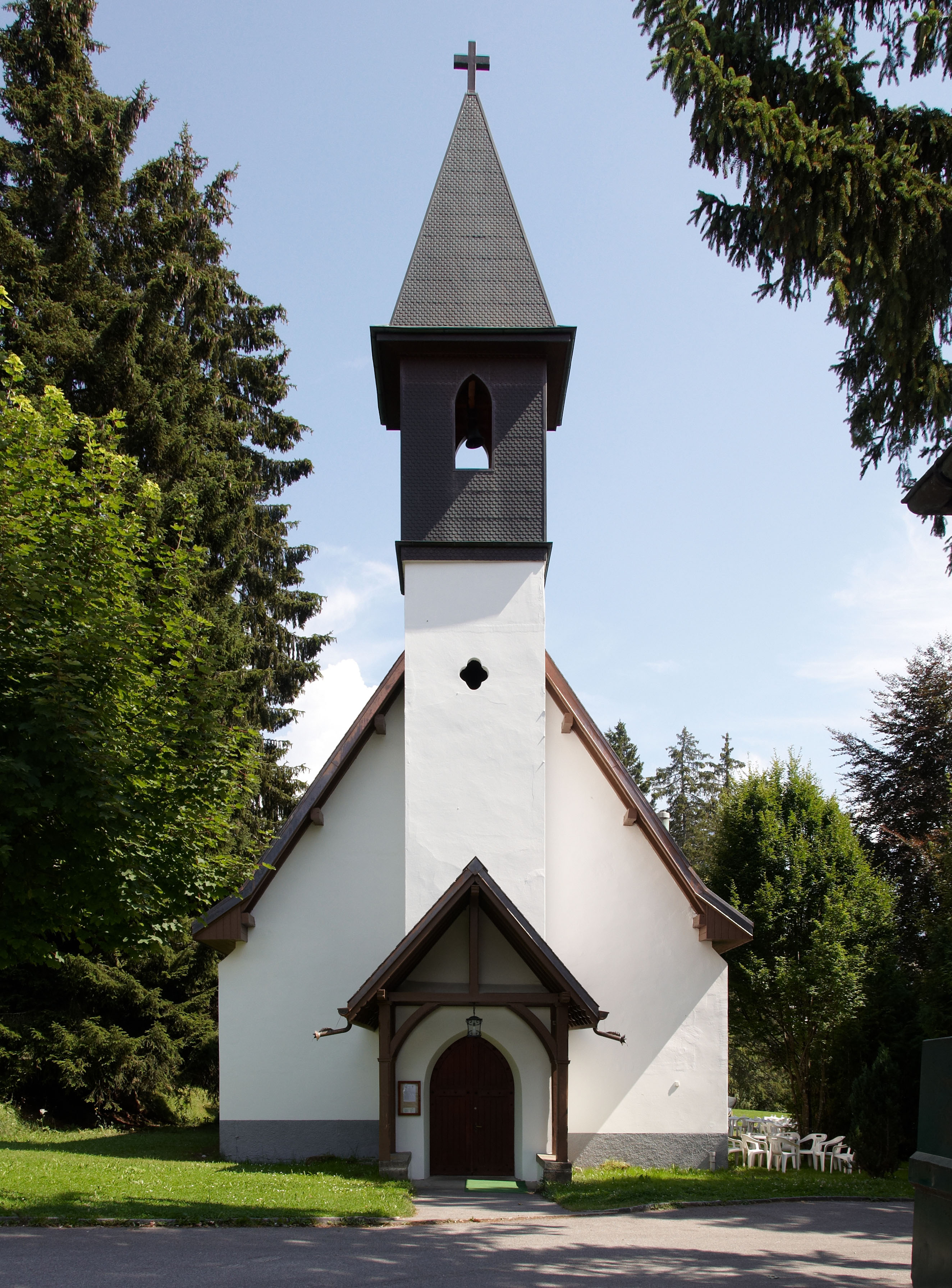
Ancienne église anglaise, Aiglon chapelle pour l'église anglaise de Villars (2009).

Depuis 2000, il n'y a plus qu'une paroisse sur le territoire de la commune d'Ollon, la paroisse englobant les anciennes paroisses d'Ollon, Huémoz et Villars. Deux pasteurs desservaient cette entité. Un ministre de l'église évangélique réformée du canton de Vaud était domicilié à Ollon et l'autre à Villars.
Dans les années 2020, la paroisse réformée d'Ollon-Villars comprend les temples d'Ollon, de Huémoz et de Villars. Cette paroisse est desservie par les ministres de la paroisse réformée d’Ollon-Villars et d'autres ministres des paroisses réformées voisines et elle est intégrée dans un ensemble plus vaste de la région du Chablais vaudois qui regroupe plusieurs paroisses et gère ensemble de nombreux aspects des activités pastorales à savoir : Paroisse de Villeneuve-Haut-Lac, Paroisse des Ormonts-Leysin, Paroisse d'Aigle-Yvorne-Corberyier, Paroisse d'Ollon-Villars et Paroisse des Avançons.
Des cultes sont régulièrement célébrés dans la station et, chaque année, une fête paroissiale y est encore organisée.

#### Paroisse catholique
Depuis le 19 octobre 1536 (le 2 mars 1528 pour Huémoz), le culte catholique était interdit dans le Pays de Vaud à l'exception des bailliages catholiques. Sous l'influence de l'émigration interne (du Valais ou du canton de Fribourg) et étrangère, le catholicisme fit son apparition à Lausanne au XVIIIe siècle. En 1835, les catholiques construisent l'église Notre-Dame du Valentin (actuellement Basilique Notre-Dame du Valentin). Tout au long des XIXe et XXe siècles, des paroisses catholiques sont érigées dans le canton. En 1836, l'abbaye de Saint-Maurice fit renaître l'ancienne paroisse catholique d'Aigle. De 1839 à 1845, le Chanoine Broccard dit la messe dans l'ancienne église de Saint-Jacques devenu temple. En 1853, c'est le Chanoine Beck qui devint le premier curé à résident d'Aigle. En 1876, l'église Saint Maurice est construite dans la ville d'Aigle. En 1900, c'est une école catholique qui est fondée dans la même ville. En 1970, l'Église catholique obtient de l'État un statut officiel qui lui permet d'obtenir un soutien financier au même titre que l'Église évangélique réformée du canton de Vaud. En 2003, elle est reconnue « institution de droit public » au même titre et niveau que les réformés.

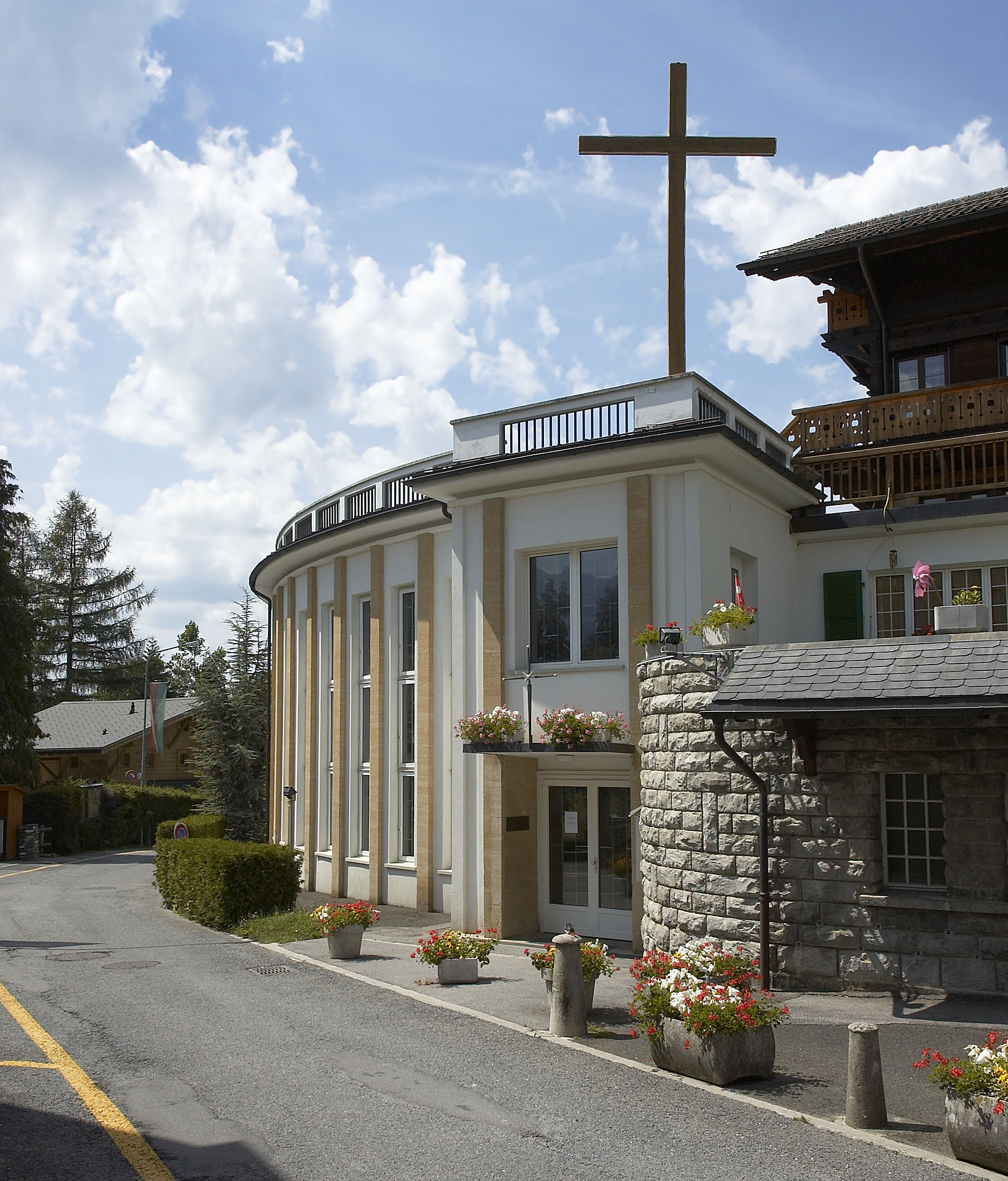
Église catholique de Villars-sur-Ollon, Notre-Dame de l'Assomption.

Actuellement, les fidèles de l'église catholique romaine des villages de Villars, Chesières, Les Ecovets, En Curnaux, Arveyes, Huémoz sont rattachés à la paroisse de Villars-Gryon. Si la paroisse se trouve dans le canton de Vaud, elle fait partie du Secteur pastoral d'Aigle qui est l'unique secteur vaudois du diocèse de Sion.
À Villars, la première implantation matérielle d'un lieu de culte catholique est, en 1888, celle d'une chapelle installée dans une annexe de l'Hôtel du Muveran. Cette dernière est bénie par l'Abbé de Saint-Maurice, Mgr Bagnoud et les services religieux sont assurés par le curé d'Aigle.
En 1955, l'actuelle église est construite sous la gare (forme triangulaire du bâtiment, façade incurvée, formes semi-circulaire à l'intérieur, mur du chœur décoré par une grande photographie de désert, galerie et chapelle latérale). Elle sera consacrée en 1977 et la commémoration de cet événement est gravé dans le marbre noir du chœur.

Cette paroisse a été érigée en 1996 sous le titre de Notre-Dame de l'Assomption. Avant cette date, il s'agissait d'un rectorat. En fait, en avril 1992, Mgr Henri Schwery (évêque de Sion) et Mgr Henri Salina (évêque et abbé de Saint-Maurice) confient les paroisses catholiques du Chablais vaudois aux chanoines de l'Abbaye de Saint Maurice et nomment une commission afin de redéfinir et répartir les juridictions diocésaines et abbatiales. En 1996, Mgr Norbert Brunner officialise ces nouvelles répartitions. Trois rectorats de la région deviennent paroisses à ce moment soit : Ollon, Leysin-les-Ormonts et Villars-Gryon. Le premier curé de la nouvelle paroisse du haut de la commune d'Ollon est le chanoine Maurice Schubiger.
En 2008, la population catholique de la paroisse de Villars-Gryon s'élevait à 1 233 personnes. Cette paroisse est typique de celle d'une station touristique de montagne. Elle voit ainsi la communauté s'agrandir, principalement en hiver, et doit s'adapter aux paroissiens de passage dont la langue maternelle n'est pas toujours le français.
En 2019, l'ensemble des paroisses du Secteur pastoral d'Aigle (dont celle de Villars-Gryon) ne sont plus desservies par les Chanoines de l'Abbaye de Saint-Maurice mais à nouveau par les prêtres du diocèse de Sion. Cette situation est liée à la diminution du nombre de Chanoines ce qui rendait cette tâche impossible. Ce changement est le fruit d'un accord concerté entre Mgr Jean Scarcella, Abbé de l'Abbaye de Saint-Maurice et Mgr Jean-Marie Lovey, évêque du diocèse de Sion.

## Des personnalités
- Sergei Aschwanden
- Olivia Ausoni (de)
- Béatrix Beck
- Charlotte Chable
- Jean-Daniel Dätwyler
- Ferdinand Hodler
- Fanny Smith
- Georg Solti
- Jacques Villeneuve